# 克萨诺斯
克萨诺斯(Xexanoth)是美国小说家霍华德·菲利普·洛夫克拉夫特所创造的克苏鲁神话中的一个邪恶存在。
克萨诺斯最早出现在克拉克·A·史密斯(Clark Ashton Smith)的短篇小说《亚弗戈蒙之链》(The Chain of Aforgomon)中，它被主角召唤出来，是犹格·索托斯的化身亚弗戈蒙的死敌。它的确切身份不明；可能是古神，也可能是旧日支配者。